# Melanocharitidae
Melanocharitidae là một họ chim trong bộ Passeriformes.

## Phân loại học
Họ này có thời được coi là thuộc về siêu họ Sẻ (Passeroidea), chẳng hạn như Sibley và Monroe (1993) liệt kê chúng trong Passeroidea, gần với hai họ chim sâu và hút mật. Hiện tại họ này bao gồm cả hai chi trước đây coi là thuộc họ Ăn mật (Meliphagidae) là Oedistoma và Toxorhamphus.

## Chi và loài
Họ này chứa 10 loài chim đặc hữu của New Guinea, phân bố trong 4 chi như sau:
- Mỏ dài lùn, Oedistoma iliolophus
- Mỏ dài Pygmy, Oedistoma pygmaeum
- Mỏ dài bụng vàng, Toxorhamphus novaeguineae
- Mỏ dài cánh xám, Toxorhamphus poliopterus
- Mổ quả đốm, Rhamphocharis crassirostris
- Mổ quả tối màu, Melanocharis arfakiana
- Mổ quả đen, Melanocharis nigra
- Mổ quả ngực cam, Melanocharis longicauda
- Mổ quả đuôi quạt, Melanocharis versteri
- Mổ quả sọc, Melanocharis striativentris

## Phát sinh chủng loài
|  | Oedistoma    |
|  |              |
|  | Toxorhamphus |
|  |              |

|  | ? Rhamphocharis |
|  |                 |
|  | Melanocharis    |
|  |                 |

|  | Oedistoma    |
|  |              |
|  | Toxorhamphus |
|  |              |

|  | ? Rhamphocharis |
|  |                 |
|  | Melanocharis    |
|  |                 |